# Musée de l'histoire du Karabakh
Le Musée de l'histoire du Karabakh est un musée créé à Choucha sur le territoire de l'Azerbaïdjan, en 1991 et fermé en 1992 en raison de l'occupation de Choucha. Après l'occupation, environ 1 000 pièces du musée ont été pillées.

## Histoire
Le Musée d'État azerbaïdjanais de l'histoire du Karabakh a été créé à Shusha en février 1991 par ordre du ministre de la Culture de la République d'Azerbaïdjan, Polad Bulbuloghlu. Au moment de la création du musée, environ 550 fonds d'exposition ont été constitués, la liste du personnel a été approuvée. Initialement, la maison de Firudin bey Kotcharli a été affectée au musée, mais plus tard, le musée a fonctionné temporairement dans l'un des bâtiments inclus dans l'association Resort and Sanatorium. Emin Agayev était le premier directeur du musée. À la suite de l'occupation de Choucha le 8 mai 1992, environ un millier d'expositions du musée ont été détruites et celles qui pouvaient être emportées ont été transportées. Après l'occupation, les Arméniens ont exposé les objets de musée pillés dans un certain nombre de pays, les présentant à la communauté mondiale comme des exemples de la culture matérielle arménienne.